# Nancy Gutiérrez
Nancy Carolina Gutiérrez Damian, mejor conocida como Nancy Gutiérrez (Ciudad de México, 14 de agosto de 1984) es una actriz mexicana reconocida por interpretar a Miriam en la película Perfume de violetas.

## Filmografía

### Películas
- Perfume de violetas... (2001) Miriam
- La niña en la piedra... (2006) Prefecta
- El brassier de Emma... (2007) Demetria

### Videos musicales
- Si tu boquita fuera - Salón Victoria